# 미르카 비올라
미르카 비올라(Mirca Viola, 1968년 4월 29일 ~ )는 이탈리아의 배우이다. 1987년 미스 이탈리아 출신이다.

## 출연 작품
- 캠걸 (2013)
- 러브 허츠 (2011)